# Onthophagus riparius
Onthophagus riparius är en skalbaggsart som beskrevs av Lansberge 1885. Onthophagus riparius ingår i släktet Onthophagus och familjen bladhorningar. Inga underarter finns listade i Catalogue of Life.